# Château de Nice
Le château de Nice (Lou castèu de Nissa en niçois) était un ouvrage fortifié à vocation militaire, présent du XIe au XVIIIe siècle sur une colline rocheuse, surplombant la baie de Nice. Après avoir subi plusieurs sièges, notamment en 1543 et 1691, il fut pris en 1705 par les troupes françaises puis détruit en 1706 sur ordre de Louis XIV.
L'endroit est désormais connu comme parc et jardin, lieu très fréquenté par les habitants et place incontournable pour les nombreux touristes. Ses nombreux panoramas sont variés quelque soit l'emplacement où l'on se trouve sur la colline, que ce soit au lever du soleil côté port de Nice et jusqu'à son coucher côté promenade des Anglais. Le site est également très apprécié des photographes pour la vue plongeante et panoramique sur le Vieux-Nice, la baie des Anges et la promenade des Anglais.
Tous les jours y est tiré un « coup de canon », en réalité un marron d'air pyrotechnique, signalant midi aux environs,.

## La colline du château

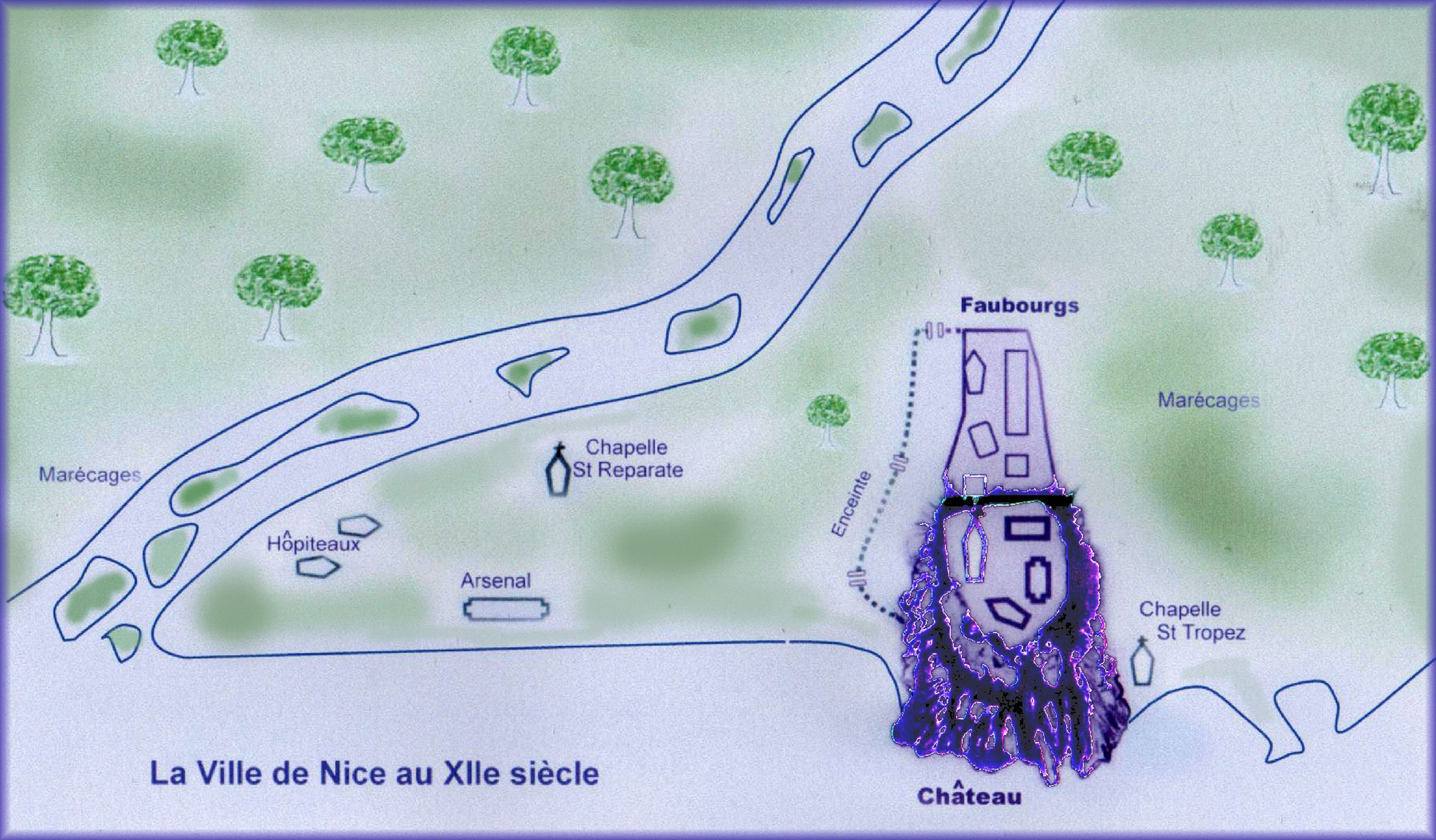
Le château de Nice au XIIe siècle.

Pour les anciens Niçois, le vocable château évoque plus une colline où s’illustra l’héroïne Catherine Ségurane (bien que ses faits d'arme semblent s'être accomplis à la porte Pairolière, fortification citadine) ou un lieu de promenade que le site d’une des plus puissantes fortifications de l’arc méditerranéen. La colline du château est un grand rocher calcaire culminant à 93 mètres avec un sommet constitué de deux plateaux : l’un au sud où va s’ériger pendant sept siècles le château, un peu plus bas au nord les premiers faubourgs et plus tard la citadelle. Les textes signalent un premier développement urbain au XIe siècle avec la présence d’un castrum, d’une cathédrale, et divers habitats sur la plate-forme supérieure. Au milieu du XIIe siècle, un premier faubourg se construit sur le plateau nord, rapidement protégé par une enceinte, et jusqu’au siècle suivant toute la ville de Nice reste confinée sur cet espace collinaire. À la suite de la dédition de Nice à la Savoie en 1388, le château (castrum magnum) et les enceintes  subissent des modifications et transformations en 1440. La cathédrale est également reconstruite durant ce demi-siècle.
L'histoire du château de Nice est marquée par les sièges dont il fit l'objet de la part du royaume de France en guerre contre les Habsbourg auxquels s'était allié le duché de Savoie en 1543, 1691 et 1705, le dernier en date ayant débouché sur sa destruction totale.

## Historique des fortifications
L’appellation « château de Nice » recouvre plusieurs étapes de fortifications dans les divers espaces de la « colline du château », esquissées ainsi : un petit château médiéval au sommet et des enceintes citadines (ville haute) encore méconnues ; une muraille édifiée sur les fronts ouest et nord du plateau supérieur à la fin du Moyen Âge ; de nouvelles fortifications (début du XVIe siècle) au nord de la colline supérieure adaptées à l'artillerie ; une citadelle moderne sur le plateau inférieur de la colline gardant l'accès nord du château proprement dit, dans la seconde moitié du siècle.
La première mention d'une muraille à Nice est datée précisément du 20 janvier 1002 par des cartulaires de donations qui mentionnent un « ancien rempart » (muro antiquo) « proche de la ville », au nord de la colline près du Paillon, peut-être présent dès l'Antiquité tardive. La citation suivante, un siècle et demi plus tard (1143), note une porte, et ainsi une enceinte, donnant sur les « nouveaux faubourgs » de Saint-Pons (actuel Vieux-Nice), au pied ouest de la colline. Les fortifications de la colline proprement dite sont plus malaisées à définir ; celle-ci est en tout cas nettement urbanisée autour de la cathédrale Sainte-Marie et dominée probablement par un « château fort » sommital (futur « donjon ») à l'ouest. Cette « ville haute » est dénommée castrum au début du XIIIe siècle, et semble entourée de murailles tout comme la « ville moyenne » sur le plateau inférieur au nord de la colline (actuels cimetières), lui-aussi urbanisé ; le château fort de forme pentagonale, dénommé « palais », comprend alors (1333) corps de garde, chapelle castrale dédiée à Lambert, basse-cour enserrée d'autres murs (entre le château et la cathédrale), viguier et juge comtal, prison et gibet devant la tour Grosse (ou de la cloche - « campane »). En 1397, la garnison du château, commandée par le chevalier Pons Laugier, seigneur de Ferres, est forte de douze hommes d'armes et d'un portier.
En 1429, une partie du chemin de ronde en bois devenue dangereuse est remplacée par un nouveau chemin de ronde sur voûtes. La dédition de Nice à la Savoie (1388) donnant à la cité une importance géopolitique va transformer la colline et ses fortifications classiques du Moyen-Âge en lieu stratégique : elle est à la fois une vigie, une protection d'accès à la mer et d'un petit arsenal, un verrou géostratégique, un garant de l'autorité, voire un moyen de pression dans la politique internationale. Les travaux (« opera castri Nycie ») débutent en 1436 avec un éperon au pied ouest du château-« donjon », prolongé d'une courtine amenant en pente à une tour au sud-ouest, dite du Môle et future tour Saint-Elme, à l'emplacement actuel de la tour Bellanda. Au nord de la ville haute est dressée une muraille rectiligne (8 mètres de hauteur, 2 mètres de largeur, quelque 60 mètres de longueur) en avant des tours du jardin (la turris campane du château-donjon, celui-ci ayant en outre 4 ou 5 tours dont la Royale - maioris - ou « Grosse », carrée, où flotte le drapeau de Savoie, en position centrale en arrière de la porte dotée de herse et mâchicoulis), muraille complétée de la tour Roquette (1440) ayant vue sur Lympia. Des habitations sont achetées puis rasées pour dégager l'enceinte du plateau supérieur. Sur la face orientale de la colline, réputée infranchissable par sa pente rocheuse, un « simple » (Sue, 1839) et « mauvais » (Niquet, 1691) rempart avait été édifié en 1361, de même que sur la face sud maritime. En 1416, un conduit d'eau, menant à une citerne, après avoir été endommagé par la foudre doit être réparé.
L'entrée dans l'ère militaire moderne est matérialisée par l'ouverture de canonnières dans le donjon en 1506. Un puits très profond, au creusement laborieux et destiné à l'autonomie de la place, sera qualifié pompeusement de « huitième merveille du monde » (Muzio, Botero). Pour défendre le côté nord — le plus accessible — contre l'artillerie, un front bastionné « alla moderna » est construit en 1517-1520 devant la courtine rectiligne et la porte du château, face au plateau inférieur. Ce « boulevard d'artillerie » à merlons larges est équipé de bouches à feu et de trois tours : deux rondes (tours Saint-Paul à l'est et Saint-Victor à l'ouest en avant du donjon) et une semi-circulaire (Saint-Charles) gardant la porte au centre. La ville haute se vide totalement de ses habitants civils.
En 1542 est projeté le dégagement définitif de la ville moyenne au nord, en avant du boulevard d'artillerie, et la création d'une vaste citadelle moderne pourvue de bastions. Les travaux (contemporains de ceux du mont Alban) se déroulent durant plusieurs mois à partir de 1577, et ne seront jamais véritablement achevés. La citadelle comprend au nord deux bastions en tenaille (Il Prencipe oriental et Il Duco occidental), un bastion (Il Vitello) à l'est côté Lympia, et un bastion carré (« à flanc droit ») encadrant la tour Saint-Victor côté ville. Le doublement de l'ancien éperon du château (« sperone vecchio ») ne sera jamais concrétisé, mais la tour Saint-Elme est renforcée, appuyée d'un « fort bas ».
Vers 1640 est améliorée la défense coté ville basse par deux lunettes (Sainte-Croix et Saint-Jean) liées à une muraille basse, à l'est de la citadelle et à l'est du château entre le bastion carré du donjon et la tour Saint-Elme ; une troisième lunette (Saint-Jacques) domine Lympia ; enfin une nouvelle tour (ou un bastion ?) avec sa ligne de fortification descend jusqu'à la pointe de Rauba-Capeù. Le donjon sera détruit lors du siège de 1691.
Divers auteurs du XVIe siècle usent de superlatifs pour caractériser la forteresse, alors véritable symbole de Nice : elle « peut se définir comme inexpugnable » (Muzio, 1542), « peut être considérée comme imprenable » (Michel de L'Hospital, 1560), « celle-ci, dans la marche où elle se dresse, entre Italie et France, à cent milles de Gênes et à cent trente milles de Marseille, peut être regardée, sinon comme la première, au moins comme la seconde place d'Italie, et sans doute comme le rempart, le bastion d'Italie » (Botero, 1607), « on peut dire cette ville la plus belle, la plus forte et la plus inexpugnable du monde » (Pierre Lambert, après 1547), « une des principales forteresses d'Europe » (Albert de Habsbourg d'après Gioffredo, 1595). Il apparaît ainsi que la cité au XVIe siècle, à l'opposé de l'image actuelle des loisirs touristiques, était essentiellement un symbole militaire. Si la ville basse pouvait s'enorgueillir de « sa » forteresse, elle attira également les ravages de la guerre. Prise alors entre deux feux, la cité subit les tirs des assaillants mais tout autant ceux de la place forte supérieure, souvent de façon délibérée. Accentuée par la désurbanisation totale de la « ville haute » dès le milieu du XVe siècle puis de la « ville moyenne » après 1543, la distinction entre la ville de Nice et la forteresse de Nice est clairement définie : si la première est défendue par ses milices communales (« bourgeoises » et « de campagne »), le complexe fortifié possède en propre un gouverneur de place (essentiellement nobles savoyards ou piémontais) et une garnison professionnelle, constituée de troupes réglées et étrangères à la localité. Elles ne défendirent qu'en de rares occasions les murailles de la ville. La garnison semble constituée en 1543 d'environ trois cents soldats soutenus par une vingtaine de bouches à feu, et deux cents estimés en temps de paix. Lors du siège de 1691, deux régiments professionnels (de Savoie et du Piémont) sont affectés à la citadelle, des miliciens locaux gardant les murailles hautes moins exposées, pour un total de deux mille hommes dont 24 chefs de pièces d'artillerie. Lors du siège définitif de 1705, ce sont quatre unités étrangères qui défendent le château : les régiments de la Croix-Blanche, de la reine (constitué de mercenaires Bernois appointés par la Couronne anglaise), de Saint-Nazaire et des Camisards (bataillon sous les ordres de Jean Cavalier). Le maréchal de France Jacques Fitz-James de Berwick témoignera d'un feu d'artillerie niçois issu de cinquante pièces.
En 1706, Louis XIV ordonne le nivellement de toutes les fortifications, par la pioche et l'explosif, ce qui semble débuter en juillet de cette année. Il est à noter que des pièces d'uniformes (boutons) ont été découverts sur le site et datées de la période révolutionnaire et impériale,.

## Le siège de 1543
En 1543, Nice est assiégée par les troupes de François Ier associées à celles de Soliman le Magnifique. Après les dégâts causés au faubourg nord en 1543 par le siège franco-turc, le duc Emmanuel–Philibert décide un profond remaniement du système défensif et remplace ce faubourg par une citadelle bastionnée, semblable aux ouvrages du mont Alban et de Villefranche. Toutes ces décisions à vocation militaire, accélèrent le mouvement, amorcé au Moyen Âge, de déperchement de l’habitat vers la ville basse (aujourd’hui Vieux-Nice), ainsi que le transfert de la cathédrale Notre-Dame du château vers Sainte Réparate.

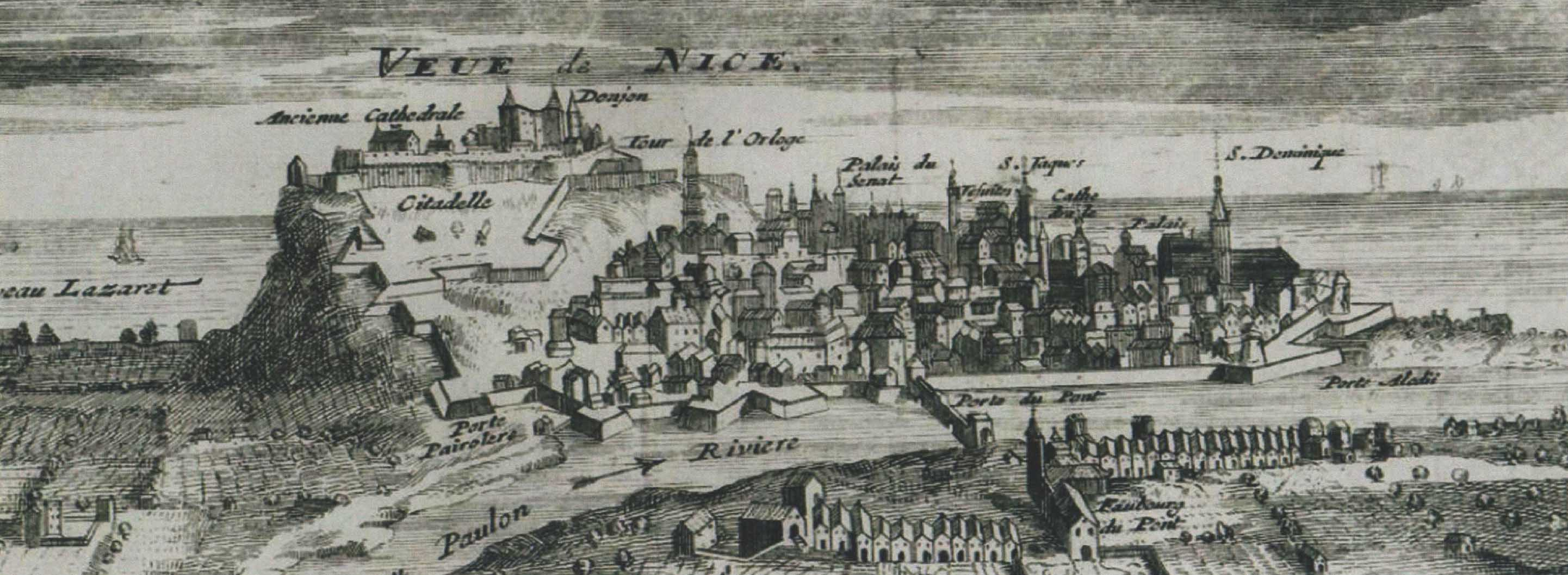
Vue de Nice et de sa citadelle en 1691.

## Le siège de 1691
À la fin du XVIIe siècle, la ville se pare d’une enceinte aux murs bastionnés. Les travaux se terminent juste avant le siège de 1691 et la prise de la ville et du château par les troupes françaises de Louis XIV commandées par Catinat. Après le traité de Turin de 1696 et le retour de Nice à la Savoie, le duc fait doubler d’ouvrages annexes (tenailles, demi-lunes) le rempart du XVIe siècle de la forteresse, sur ses flancs les plus vulnérables.

## Le siège de 1705 et la destruction du château
Les querelles de la Succession d’Espagne poussent Louis XIV à entrer en conflit avec Victor-Amédée II. Au printemps 1705, les armées du roi de France commandées par La Feuillade mettent le siège devant les imposants bastions et tours de la ville de Nice, place forte redoutable et débouché stratégique en Méditerranée des États de Savoie. Après quelques semaines de siège la ville se rend mais le château résiste aux tirs de l’artillerie du duc de Berwick.
Comme une acropole, la citadelle et le château dominent la ville depuis un éperon rocheux ceinturé par une muraille qui devait avoir un périmètre de 2 300 mètres et par endroits une huitaine de mètres de hauteur. À l’intérieur de cette première ligne fortifiée, une deuxième muraille encore plus massive et haute, flanquée de tours, délimite la citadelle du château. Le château est réduit en ruine par 113 canons et mortiers et capitule après 54 jours de bombardements, le 4 janvier 1706.

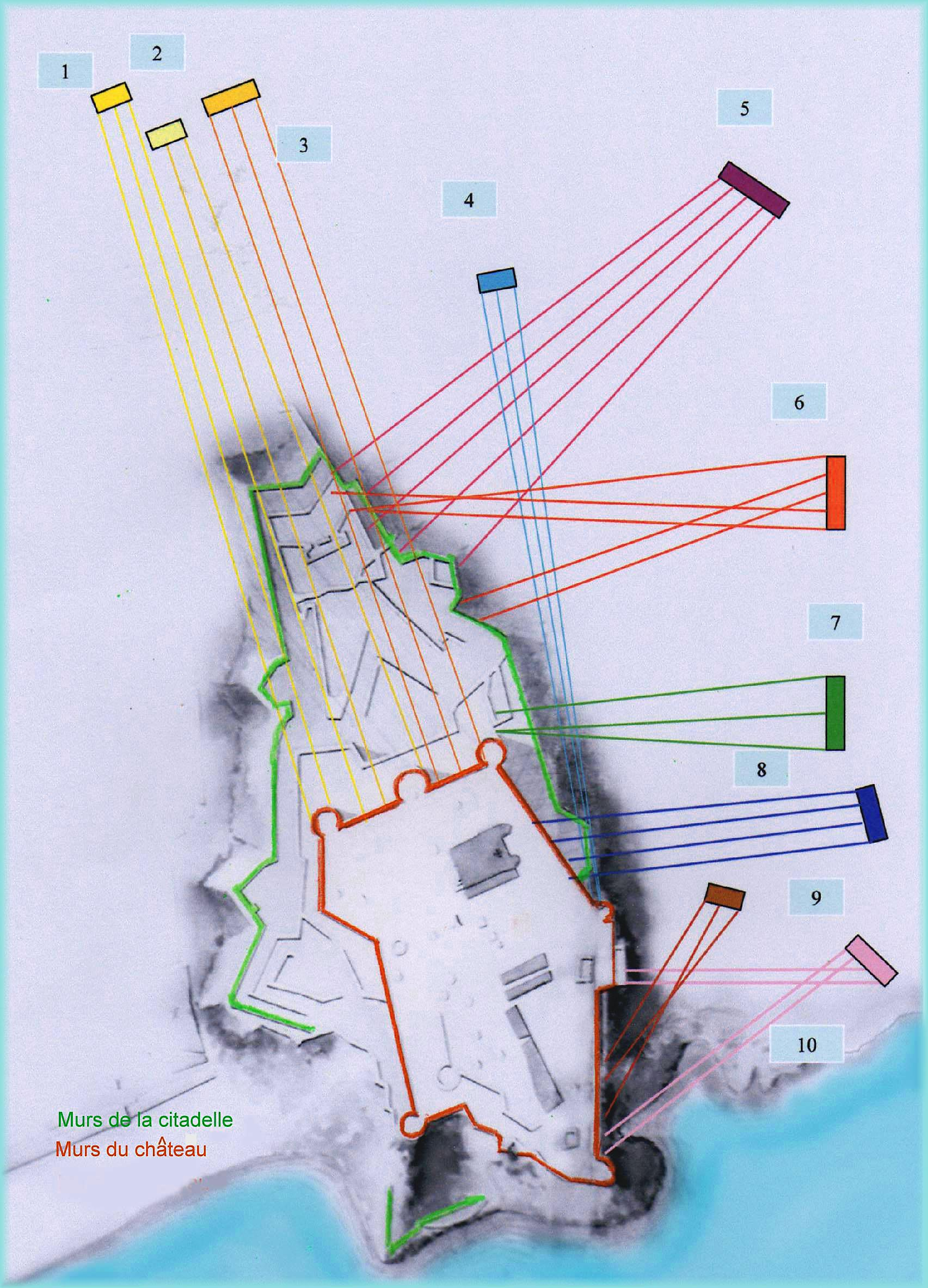
Batteries autour de la forteresse fin décembre 1705.

Position des principales batteries fin décembre 1705 autour de la forteresse :
- no 1 - 6 canons à la hauteur du boulevard Carabacel ;
- no 2 - 4 canons proche de la montée Carabacel ;
- no 3 - 8 mortiers au bas de l’avenue des Arènes ;
- no 4 - 6 canons et mortiers à la place du Pin ;
- no 5 - 6 canons aux angles des rues Scaliero et Orestis ;
- no 6 - 12 canons rue de Maeyer ;
- no 7 - 12 canons au niveau de l’impasse Terra Amata ;
- no 8 - 12 canons à l’angle du boulevard Carnot et de l’avenue Lympia ;
- no 9 - 8 canons quai des Docks ;
- no 10 - 6 canons et mortiers boulevard Franck-Pilatte.

Du 11 novembre 1705 au 4 janvier 1706, les batteries ont utilisé : 644 296 livres (322 148 kg) de poudre, 14 103 bombes dont 400 de 5 (2,5 kg), 5 225 de 12 (6 kg), 273 de 9 (4,5 kg), 8 205 de 18 (9 kg), et 39 045 boulets dont 29 157 de 24 (12 kg) et 980 de 30 (15 kg).
Dès le 2 janvier 1706, Louis XIV donne l’ordre de détruire et d’araser à l’explosif le reste des monumentales fortifications épargné par les bombardements. Il confie cette tâche à son conseiller Gayot qui élabore un cahier des charges précisant : « L’entrepreneur devra ouvrir les trous de mines au niveau des rochers ou terrains sur lesquels les murs sont assis, c’est-à-dire qu’il commencera de la première à la dernière pierre de la fortification afin que rien ne reste. Les murs seront renversés jusqu’aux fondations ainsi que les revêtements des fossés. Les souterrains seront démolis. Les terres du château et de la citadelle seront brouettées jusqu’à 5 relais (100 mètres) de distance et il sera pratiqué de même pour les remparts et bastions de la ville. » Le 12 juillet, les travaux sont adjugés à un entrepreneur auquel il est fourni pelles, pioches, poudres, sacs de sable, etc. Et dès le lendemain, trompettes et roulements de tambours annoncent à la population le calendrier des prochaines destructions, et pendant 6 mois ces tirs de mines ininterrompus vont causer d’énormes dégâts dans le tissu urbain où tout un patrimoine architectural disparait à tout jamais.

## Parc de la colline du château

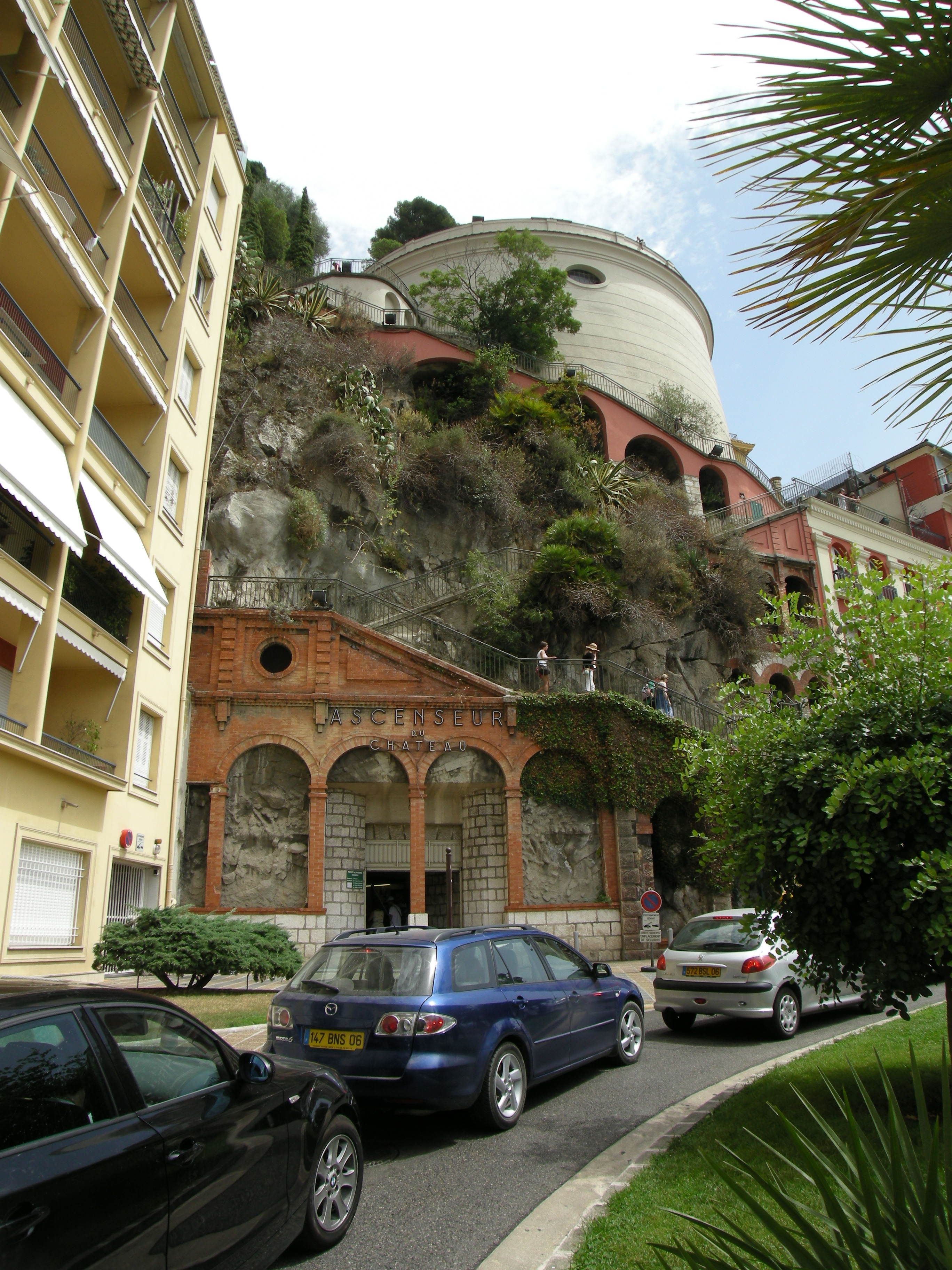
Accès à la colline par l’ascenseur du Château, Rue des Ponchettes. Au centre, la Tour Bellanda, construite au XIXe siècle à l'emplacement d'une tour de défense de l'ancienne forteresse (la tour du Môle).

Le traité d'Utrecht de 1713 rend Nice et son comté à Victor-Amédée II. Le souverain abandonne l’idée de restituer des fortifications à la ville et délègue son architecte pour élaborer l’extension des faubourgs niçois hors de ses limites historiques. Après sa destruction, le château va rester, en état de ruines, de longues années.
En juillet 1821, le roi Charles–Félix a indiqué au premier consul de la ville son souhait de faire un geste en faveur de la ville. Le conseil municipal saisit l'occasion pour faire part de son vœu pour la création d'une école de dessin et d'un jardin botanique. Par lettres patentes du 3 mai 1822, le roi a octroyé les terrains souhaités à titre d'usufruit dans le but « d'embellir les alentours de la ville avec des promenades publiques et des plantations » en imposant de conserver le donjon, le corps de garde et la batterie.
Les travaux d'aménagement en parc de la colline du château commencent aussitôt. L'année suivante, l'intendant général Crotti vante le travail fait par le premier consul Saïssi de Châteauneuf : les terrasses publiques sont restaurées, les rues les plus fréquentées sont pavées, édifié le monument à Pie VII, percé une route dans les bois du Var et ouvert la promenade du château en créant divers points de vue. Les aménagements sont faits avec le concours du baron Milonis. La route est tracée par l’ingénieur Gardon. Sur une colline rocailleuse, encombrée des débris de murailles, sont plantés « 320 arbres des Alpes, 5 000 arbres du pays et arbustes » en payant 5 790 lires aux manœuvres pour la construction des murs, le transport des pierres. En 1826, Charles Félix est venu à Nice où il a inauguré les aménagements déjà réalisés, les premières terrasses et s'est intéressé aux fouilles entreprises par le comte de Cessole. Ce début d'aménagement va être entravé le lieu sert de théâtre de jeux destructeurs de la jeunesse. Ce premier aménagement par le baron Milonis semble avoir été un échec.
Le conseil municipal demanda l'avis du pharmacien Vérany fils. Celui-ci a fait des préconisations sur le traitement du terrain, la nécessité d'amener de l'eau en abondance sur le site et d'établir un plan d'aménagement. En 1831, l'aménagement est toujours à faire. Des vaches, des chèvres paissent encore dans les pâturages. C'est alors que la Chambre royale d'agriculture et de commerce a demandé la concession pour 20 ans des terrains de la colline du château pour y faire des expérimentations agricoles. Elle a proposé de prendre à sa charge les travaux de plantation nécessaires pour atteindre les objectifs de lettres patentes de 1822. Le 12 janvier 1832, le roi Charles-Albert et son ministre Antoine Tonduti de L'Escarène ont accepté le transfert d'attributions. La Chambre d'agriculture, avec le naturaliste Antoine Risso, a décidé d'introduire 200 arbres acclimatables ou déjà acclimatés. Les travaux d'aménagement de la promenade du château sont poursuivis par l'avocat, théologien et vice-syndic François Bottieri, mort en janvier 1855. Le 26 janvier 1855, la municipalité a décidé de poser une plaque commémorative pour rappeler son apport. Les jeunes et certains habitants du vieux Nice continuant à dégrader les cultures, la Chambre d'agriculture a demandé au gouverneur Rodolphe de Maistre d'intervenir en adoptant un règlement en 1838 pour respecter les plantations. En 1843, la municipalité déplore de nouveau les dégradations et le gouverneur constate que le château est un lieu de prostitution. L'ancienne tour Saint-Elme est reconstruite en 1844 à la lisière du parc. En février 1855, le professeur Adolphe Perez est nommé codirecteur des œuvres d’embellissement du château. Les travaux d'aménagement vont connaître une pause due à la découverte des fondations de la première cathédrale. Des Niçois reprochent au professeur Perez de dépenser l'argent prévu pour faire des plantations à des travaux de fouilles. En 1858, la Chambre royale d'agriculture et de commerce a remis le parc à la ville.
Ce site offrant un panorama exceptionnel sur toute la baie des Anges devient au XIXe siècle l’endroit à visiter en priorité par toute l’aristocratie hivernante. Napoléon III, nouveau souverain après l’annexion de Nice à la France sera un des premiers visiteurs à déclarer en septembre 1860 : « C’est le plus beau des paysages qu’il m’ait été donné de voir, c’est admirable! ».
En 1885, la cascade décorative prévue en 1826 est aménagée sur les ruines du donjon. Elle sert aussi de surverse à la première adduction d'eau de Nice.
Les servitudes militaires empêchant de construire dans certains endroits du parc ont été supprimées le 6 décembre 1924 par une convention signée entre l'État et la ville de Nice.

## Dernières occupations
En 1943-1944, les Allemands ont entrepris de fortifier la colline. Les maisons basses faisant obstacle au tir des canons ont été abattues, et des canons, installés dans le local de l'actuel ascenseur, pouvaient tirer sur toute la baie des Anges. Des casernements ont été creusés dans le roc, ainsi que des tunnels d'accès qui permettent d'aller du niveau de la plage jusqu'au sommet du château. Dans un de ces puits, on a réutilisé un escalier en colimaçon en fer forgé, prélevé au Casino Jetée Promenade. Une porte d'accès à ces tunnels allemands se trouve dans la falaise, à gauche du monument aux morts.
Chaque année depuis 1946, le PCF des Alpes-Maritimes y organise la « fête du château ». Elle rassemble toutes les sections du PCF 06 et propose des débats et des concerts de groupes de musiques actuelles du département.

## Fouilles archéologiques
En 2007, Nice retrouve ses racines lors des travaux du tramway.
Au pied de la colline du château, des fouilles archéologiques mettent au jour dans le secteur de la place Garibaldi les vestiges de plusieurs siècles d’aménagement défensif et notamment les restes d’une tour médiévale, la tour Pairolière, et les épais bastions arasés en 1706, notamment le bastion Saint-Sébastien. Ces vestiges sont protégés dans une crypte archéologique visitable dont l'entrée se trouve place Toja.
Sur la colline du château subsistent quelques témoignages de la forteresse disparue. À proximité des fouilles de l'ancienne cathédrale gisent quelques grands blocs renversés provenant de l'ancien château. Près du belvédère surplombant la cascade, on peut observer la base du mur nord de l'ancien donjon qui porte la trace d'un impact de boulet.

## Vie domestique
Un moulin à bras destiné à la garnison est cité en 1408.

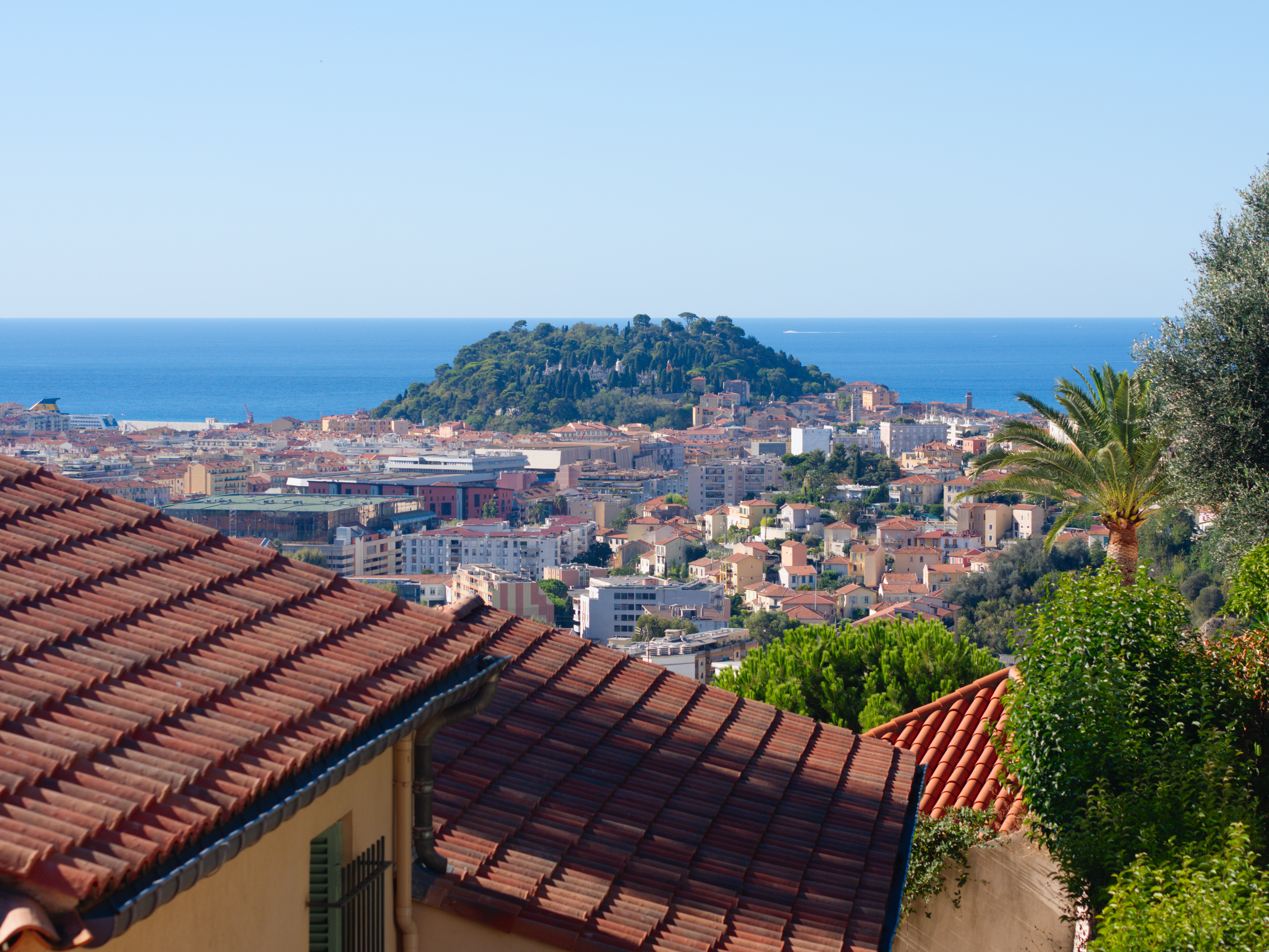
La colline du Château de Nice vu depuis le Parc de Cimiez.
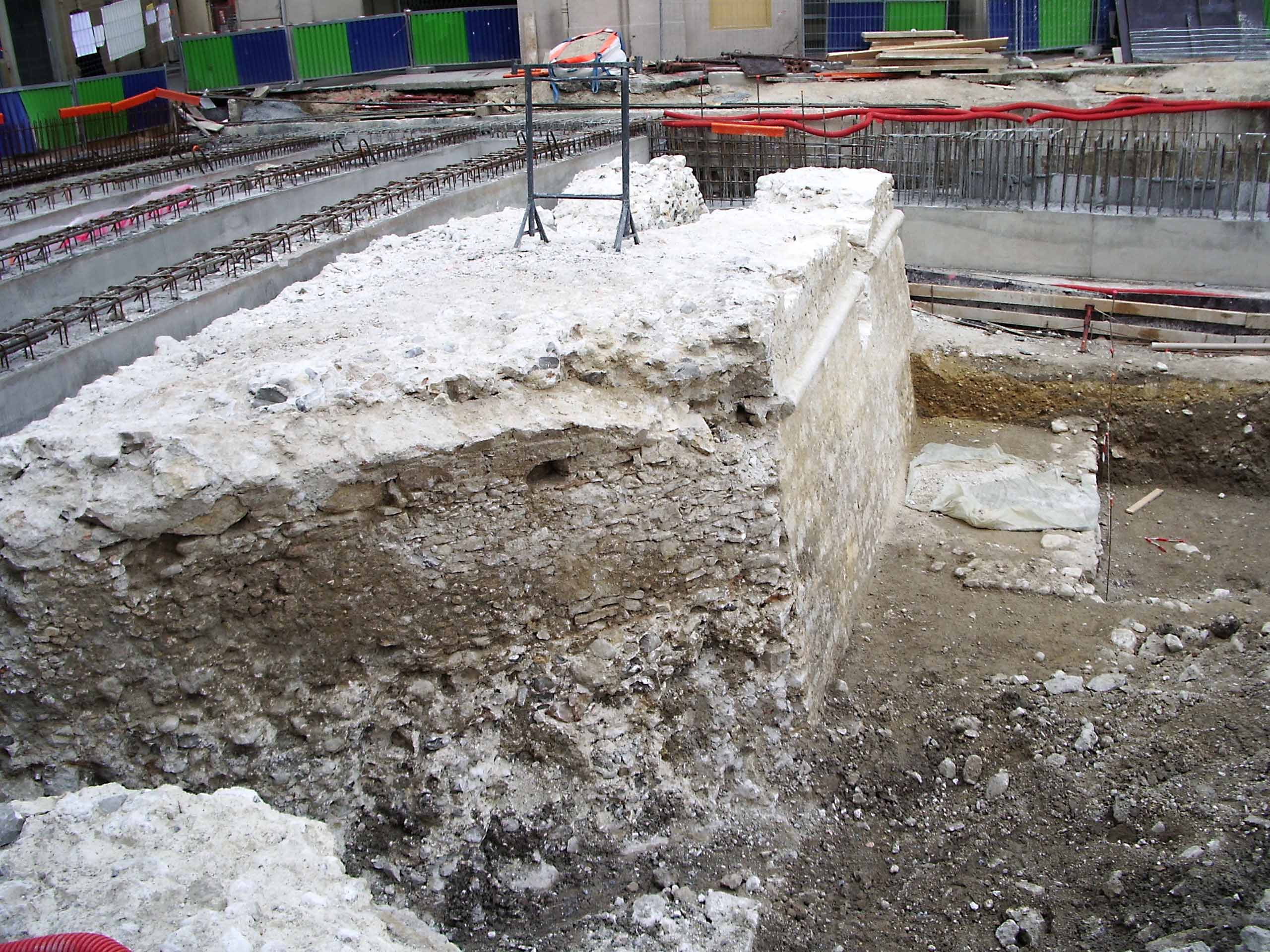
Bastion découvert lors de fouilles proche de la place Garibaldi à Nice.
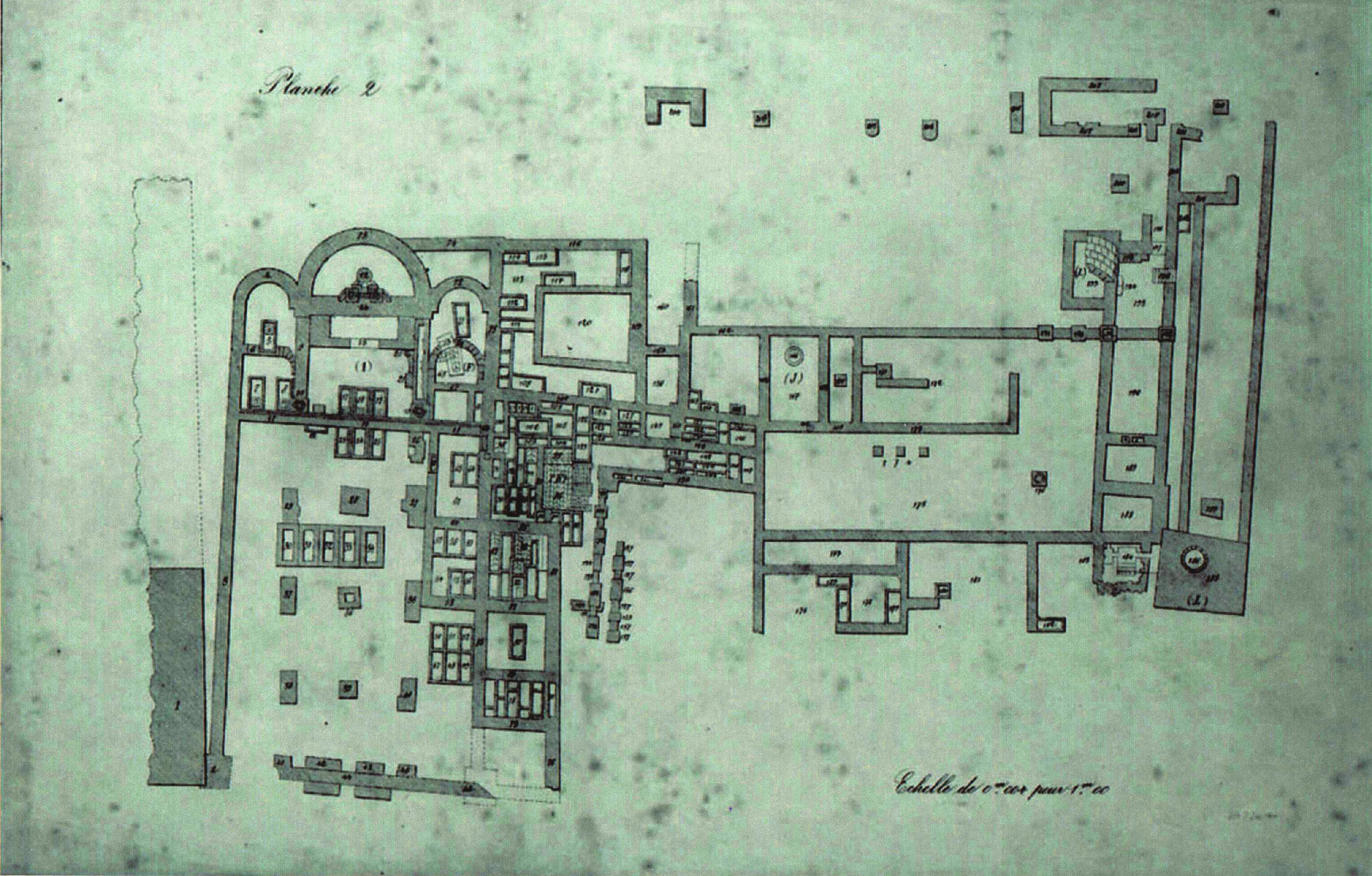
Plan de l'ancienne cathédrale.
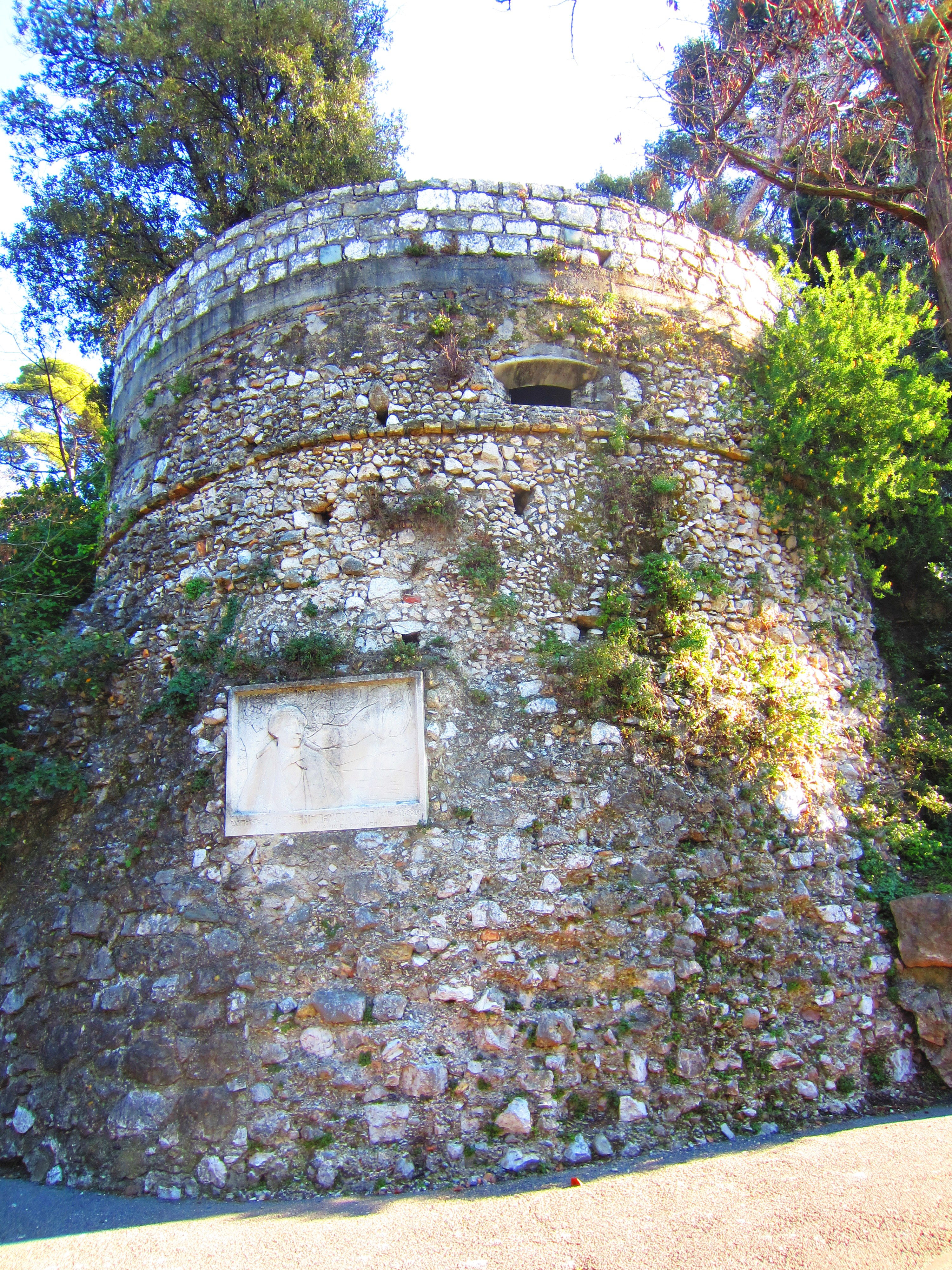
Vestiges d'une tour du château.
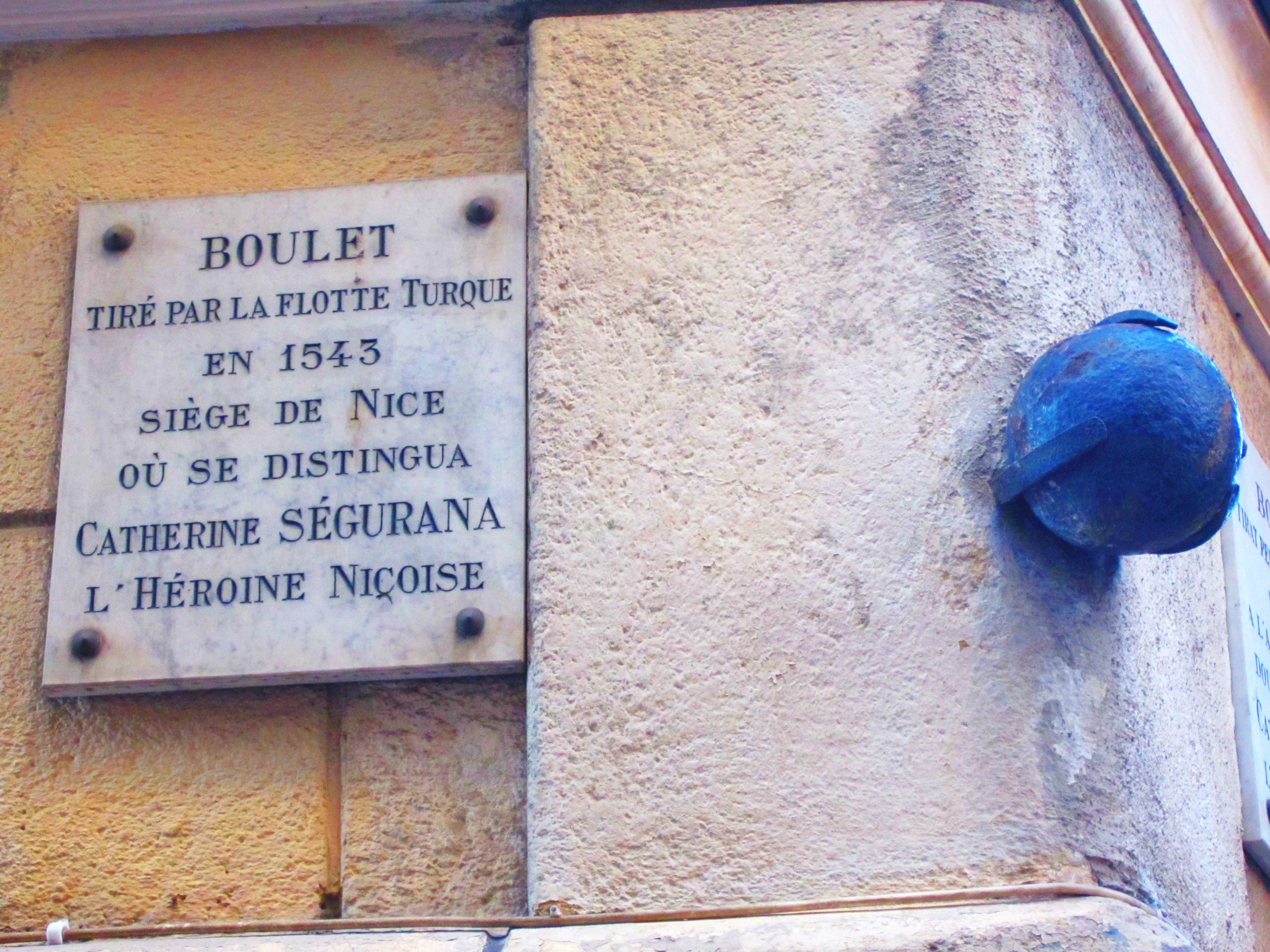
Boulet tiré lors du siège franco-turc de 1543.